# Paromphacodes rubristellata
Paromphacodes rubristellata là một loài bướm đêm trong họ Geometridae.